# Tadeja Majerič
Tadeja Majerič (nacida el 31 de agosto de 1990 en Maribor) es una tenista profesional eslovena.
Majerič ha ganado 9 títulos individuales y 6 en dobles en el circuito ITF a lo largo de su carrera. El 25 de noviembre de 2013, alcanzó su mayor posición en el ranking WTA hasta el momento, la número 111.

## Clasificación Histórica
| Torneos de Grand Slam     |    |    |     |
| Abierto de Australia      | A  | 1R | 0–1 |
| Roland Garros             | Q2 | Q1 | 0–0 |
| Wimbledon                 | Q2 | Q1 | 0–0 |
| Abierto de EE. UU.        | Q1 |    | 0–0 |
| Torneos Premier Mandatory |    |    |     |
| Indian Wells              | A  | Q2 | 0–0 |
| Miami                     | A  | Q1 | 0–0 |
| Torneos Premier 5         |    |    |     |
| Doha                      | 1R | 1R | 0–2 |
| Torneos International     |    |    |     |
| Pattaya City              | A  | 2R | 1–1 |
| Bakú                      | CF |    | 2–1 |

- Datos: Q3809139
- Multimedia: Tadeja Majerič / Q3809139